# Claus Bernet
Claus Bernet (* 1970 in Nürnberg) ist ein deutscher Historiker mit Schwerpunkt historische Friedenskirchen, Pietismus, Stadtgeschichte und Genossenschaftswesen.

## Leben
Claus Bernet studierte Geschichtswissenschaften, Kunstgeschichte und Stadtplanung in Berlin, Wien und Birmingham. Die Dissertation im Bereich Frühe Neuzeit erfolgte 2005 an der Martin-Luther-Universität Halle. Zusätzlich studierte er Erziehungswissenschaften an der Freien Universität Berlin. 2007 promovierte er mit einer Arbeit zu sozialen Einrichtungen in Baugenossenschaften. 2008 erhielt Bernet ein Stipendium des Literaturarchivs Marbach für eine Studie zu deutsch-italienischen Intellektuellen um 1900. Er war von 2008 bis 2012 für Lebenshilfe e. V. in Berlin als Mitarbeiter tätig und arbeitet jetzt für den Verein Sehstern.
Bernet verfasste zahlreiche Artikel im Biographisch-Bibliographischen Kirchenlexikon (BBKL).

## Mitgliedschaften und Funktionen
- Mitglied der Deutschen Jahresversammlung (Quäker)
- Seit 2004 Mitglied im Board of Trustees der englischen Weiterbildungseinrichtung Woodbrooke (Quäker-College) in Birmingham

## Forschungsschwerpunkte
- Frühe Neuzeit
- Historische Friedenskirchen
- Pietismus
- Stadtgeschichte
- Genossenschaftswesen

## Publikationen (Auswahl)
- „Gebaute Apokalypse“. Die Utopie des himmlischen Jerusalem in der Frühen Neuzeit. Philipp von Zabern, Mainz 2007 (Dissertation, Universität Halle-Wittenberg 2005).
- Deutsche Quäkerbibliographie. Vollständiges Schriftenverzeichnis des deutschen Quäkertums von den Anfängen um 1660 bis zur „Religiösen Gesellschaft der Freunde (Quäker) e. V.“. Verlag Traugott Bautz, Nordhausen 2006, ISBN 3-88309-363-7 (2., erweiterte Auflage mit Autoren- und Sachregister. ebenda 2011, ISBN 978-3-88309-648-3).
- Quäker aus Politik, Wissenschaft und Kunst. 20. Jahrhundert. Ein biographisches Lexikon. Verlag Traugott Bautz, Nordhausen 2007, ISBN 978-3-88309-398-7 (2. erweiterte Auflage. ebenda 2008, ISBN 978-3-88309-469-4).
- als Herausgeber: Deutsche Quäkerschriften des 18. Jahrhunderts (= Deutsche Quäkerschriften. Bd. 2). Georg Olms, Hildesheim u. a. 2007, ISBN 978-3-487-13408-6.
- Kultureinrichtungen der Bau- und Wohnungsgenossenschaften vom Kaiserreich bis zum Nationalsozialismus. Am Beispiel des Berliner Spar- und Bauvereins (1871–1945) (= Marburger Schriften zum Genossenschaftswesen. Bd. 105). Vandenhoeck & Ruprecht, Göttingen 2008, ISBN 978-3-525-86086-1 (Zugleich: Berlin, Freie Universität, Dissertation, 2007).
- Rufus Jones (1863–1948). Life and Bibliography of an American Scholar, Writer, and Social Activist. Vorwort von Douglas Gwyn. Lang, Frankfurt am Main u. a. 2009, ISBN 978-3-631-58930-4.
- als Herausgeber mit Olaf Radicke: William Penn: Ohne Kreuz keine Krone. Studienausgabe. Books on Demand, Norderstedt 2009, ISBN 978-3-8391-2608-0 (Mehrere Auflagen).
- Ludwig von Hofmanns „Träumerei“. Eine Berliner Bildgeschichte. Kulturverlag Kadmos, Berlin 2011, ISBN 978-3-86599-142-3.
- Der mit dem Licht tanzt. Quäker-Weisheiten aus 350 Jahren. Gerhard Hess, Bad Schussenried 2012, ISBN 978-3-87336-938-2.
- als Herausgeber mit Klaus Fuchs-Kittowski: Emil Fuchs: Das Evangelium nach Matthäus. Eine Auslegung des Evangeliums im Kontext von Verfolgung und Widerstand (1933–35) (= Schriftenreihe Theos. Bd. 102). Dr. Kovač, Hamburg 2012, ISBN 978-3-8300-6434-3.
- als Herausgeber: Deutsche Quäkerschriften des 17. Jahrhunderts (= Deutsche Quäkerschriften. Bd. 1). Georg Olms, Hildesheim u. a. 2012, ISBN 978-3-487-13569-4.
- als Herausgeber mit Klaus Fuchs-Kittowski: Emil Fuchs: Die Frohe Botschaft nach Lukas. Eine Auslegung des Evangeliums im Kontext von Verfolgung und Widerstand (1939–41) (= Schriftenreihe Theos. Bd. 129). Dr. Kovač, Hamburg 2016, ISBN 978-3-8300-9278-0.